# 26–30 Castle Street (Dumfries)
Unter der Adresse 26–30 Castle Street in der schottischen Stadt Dumfries in der Council Area Dumfries and Galloway befindet sich eine Reihe von Wohngebäuden. 1961 wurden sie als Einzelwerk in die schottischen Denkmallisten in der höchsten Denkmalkategorie A aufgenommen. Des Weiteren bilden sie zusammen mit verschiedenen umliegenden Bauwerken ein Denkmalensemble der Kategorie A.

## Geschichte
Architektonisch weist der Straßenzug Ähnlichkeiten mit der Forth Street in Edinburgh auf. Wie in dieser wurden die Gebäude wahrscheinlich von dem schottischen Architekten Robert Burn 1806 entworfen. Sie entstanden ab 1806 und der Bau war spätestens 1819, also erst nach Burns Tod 1815, abgeschlossen.

## Beschreibung
Die Hausnummern 26 und 28 sind weitgehend identisch aufgebaut. Es handelt sich um zweistöckige Gebäude mit ausgebauten Dachgeschossen, die sich in geschlossener Bauweise entlang der Nordseite der Castle Street ziehen. Mit Ausnahme von Haus Nummer 30, das fünf Achsen weit ist, sind die südwestexponierten Frontseiten drei Achsen weit. Die Eingangstüren befinden sich links (bei Nummer 30 mittig) und sind über kurze Vortreppen mit gusseisernen Geländern zugänglich. Die Eingangsbereiche sind mit Rundbögen und halbrunden Kämpferfenstern gestaltet. Flankierende Pilaster tragen schlichte Gesimse. Entlang der verputzten Fassaden verläuft ein schlichtes Gurtgesims.